# Клетка Фостера
Клетка Фостера — 5-регулярный неориентированный граф с 30 вершинами и 75 рёбрами. Граф является одной из четырёх (5,5)-клеток, другие три: граф Мерингера, граф Робертсона — Вегнера и граф Вонга.
Подобно не связанному с этим графом графу Фостера, клетка названа именем Рональда Фостера.
Клетка имеет хроматическое число 4, диаметр 3 и он вершинно 5-связен.

## Алгебраические свойства
Характеристический многочлен графа равен
{\displaystyle (x-5)(x+1)(x^{2}-5)^{2}(x^{2}+2x-4)^{2}(x-2)^{4}(x^{4}+2x^{3}-6x^{2}-7x+11)^{4}.}